# 阿吉埃省
13°30′12″N 7°46′37″E / 13.50333°N 7.77694°E
阿吉埃省（法語：Aguié），是尼日爾的省份，位於該國南部，由馬拉迪大區負責管轄，西面是馬達龍法省，面積3,001平方公里，2011年人口386,197，人口密度每平方公里129人。